# Kleinarl
Kleinarl är en ort och kommun i Österrike. Den ligger i distriktet Sankt Johann im Pongau i förbundslandet Salzburg, 250 km väster om huvudstaden Wien. 